# Cricotopus currani
Cricotopus currani är en tvåvingeart som beskrevs av Spies och Reiss 1996. Cricotopus currani ingår i släktet Cricotopus och familjen fjädermyggor.
Artens utbredningsområde är Puerto Rico. Inga underarter finns listade i Catalogue of Life.